# Alonzo B. Cook

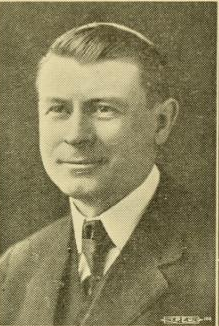
Alonzo B. Cook (1919)

Alonzo B. Cook (* 31. Juli 1866 in Boston, Massachusetts; † 22. Dezember 1956 ebenda) war ein US-amerikanischer Politiker (Republikanische Partei). Von 1915 bis 1931 war er State Auditor von Massachusetts.

## Leben
Alonzo B. Cook wurde am 31. Juli 1866 in Boston geboren. Er besuchte die Sherwin Grammar School und anschließend die Roxbury High School. Danach studierte er Jura an der Boston University. Anschließend war Cook in Boston als Anwalt tätig. Er lebte im Stadtteil Dorchester. Von 1915 bis 1931 war Cook als Nachfolger von Frank H. Pope gewählter State Auditor (stattlicher Rechnungsprüfer) von Massachusetts unter den Gouverneuren Walsh, McCall, Coolidge, Cox, Fuller und Allen. Er war der bis dahin längste Amtsinhaber und ist bis heute der letzte Republikaner, der dieses Amt innehatte. 1925 kandidierte er für das Bürgermeisteramt von Boston, aber erreichte nur 1 Prozent der Stimmen. Cook verpasste 1930 die Wiederwahl zum State Auditor mit 46,8 % gegen den Demokraten Francis X. Hurley, der 51,1 % der Stimmen erhielt. Er kandidierte erneut 1932 und 1934 für das Amt, verlor aber mit einem Rückstand von 7,6 bzw. 10,3 %. 1936 bewarb sich Cook für den Senat der Vereinigten Staaten. In der republikanischen Vorwahl erreichte er mit 10 % nur den zweiten Platz hinter Henry Cabot Lodge Jr. Stattdessen trat er als Kandidat eines Wahlbündnisses namens „Economy“ zur Hauptwahl an, aber erreichte nur 0,6 %. Im selben Jahr war er Delegierter auf der Republican National Convention. Alonzo B. Cook verstarb am 22. Dezember 1956 im Alter von 90 Jahren in Boston. Cook war ein Baptist und Mitglied der Freimaurer (der Shriners), der Odd Fellows, der Knights of Pythias, der Sons of American Revolution.